# Domingos Xavier de Lima, 7.º Marquês de Nisa
D. Domingos Xavier de Lima, 7.º Marquês de Nisa (30 de Dezembro de 1765 – 1802) foi um almirante da marinha portuguesa num dos seus períodos áureos, entre o final do século XVIII e o início do século XIX.
Filho de Tomás Xavier de Lima Nogueira Teles da Silva, 14.º Visconde de Vila Nova da Cerveira e 1.º Marquês de Ponte de Lima, e D. Eugénia Maria Josefa de Bragança, 2.ª filha dos quartos Marqueses de Alegrete, recebe o título de Marquês de Nisa como presente de casamento do Príncipe D. João (futuro rei D. João VI), pois este pertencia na realidade à sua mulher, e sobrinha por via materna, D. Eugénia Xavier Teles da Gama. Com o casamento recebe também o título de 11.ª Almirante do Mar da Índia, uma vez que D. Eugénia era Condessa da Vidigueira, e que o 1.º Marquês de Nisa tinha sido 5.º Conde da Vidigueira, D. Vasco Luís da Gama, descendente do descobridor do caminho marítimo para a Índia.
Major-general da Armada e inspector-geral da Brigada Real de Marinha, celebrizou-se no posto que ocupou entre 1798 e 1800, ao comando da esquadra portuguesa no Mediterrâneo que lutou nas Guerras Napoleónicas, em particular no cerco da ilha de Malta, ao lado da britânica comandada por John Jervis e depois por Lord Nelson.

## Carreira militar
Aos quinze anos voluntariou-se para embarcar na nau Nossa Senhora do Pilar, sendo no ano seguinte promovido a Tenente de Mar.
Em 1782 recebe ordens para entrar na Academia Real de Marinha, tendo feito parte do primeiro lote de alunos da nova instituição, criada por acção do ministro D. Martinho de Melo e Castro.
Em 1783 embarca na nau Nossa Senhora do Bom Sucesso e depois na fragata São João Baptista que faziam ambas parte da Esquadra de Guarda-Costa. Aos vinte anos tem o seu baptismo de fogo no ataque a Argel, no contexto da expedição punitiva conjunta de Portugal e da Espanha contra os piratas argelinos. Esta expedição irá proporcionar-lhe a primeira oportunidade de mostrar o seu valor, valendo-lhe o ser nomeado para chefe do estado-maior da esquadra portuguesa, e posteriormente a promoção a Capitão-Tenente.
Nos anos seguintes (1787 a 1789) é destacado para a Esquadra do Estreito, comandada pelo Coronel-do-Mar José de Melo Breyner, embarcando sucessivamente na nau Medusa, fragata Cisne e nau Nossa Senhora da Conceição. A 16 de Dezembro de 1789 era, aos 24 anos, promovido a Capitão-de-Fragata, recebendo então o seu primeiro comando: a novíssima fragata Príncipe do Brasil, de 40 peças, lançada ao mar no mesmo ano e parte da Esquadra do Estreito, sob o comando do Tenente-General Bernardo Ramires Esquível (futuro Visconde de Estremoz). D. Domingos Xavier de Lima foi provavelmente o primeiro comandante do navio. No final da missão recebe do seu comandante o seguinte louvor: "Comandante mais pronto, mais inteligente e exacto em cumprir todos os sinais e todas as ordens que lhe foram dirigidas".
Em 16 de Dezembro de 1791, já com o título de Marquês de Nisa, é promovido a Capitão-de-Mar-e-Guerra e recebe o comando da fragata São Rafael, de 44 peças. É neste navio que vai levar o seu irmão D. Lourenço de Lima, Enviado Extraordinário junto ao Rei da Sardenha, a Nápoles, na esquadra do chefe-de-esquadra (contra-almirante) Sanches de Brito.

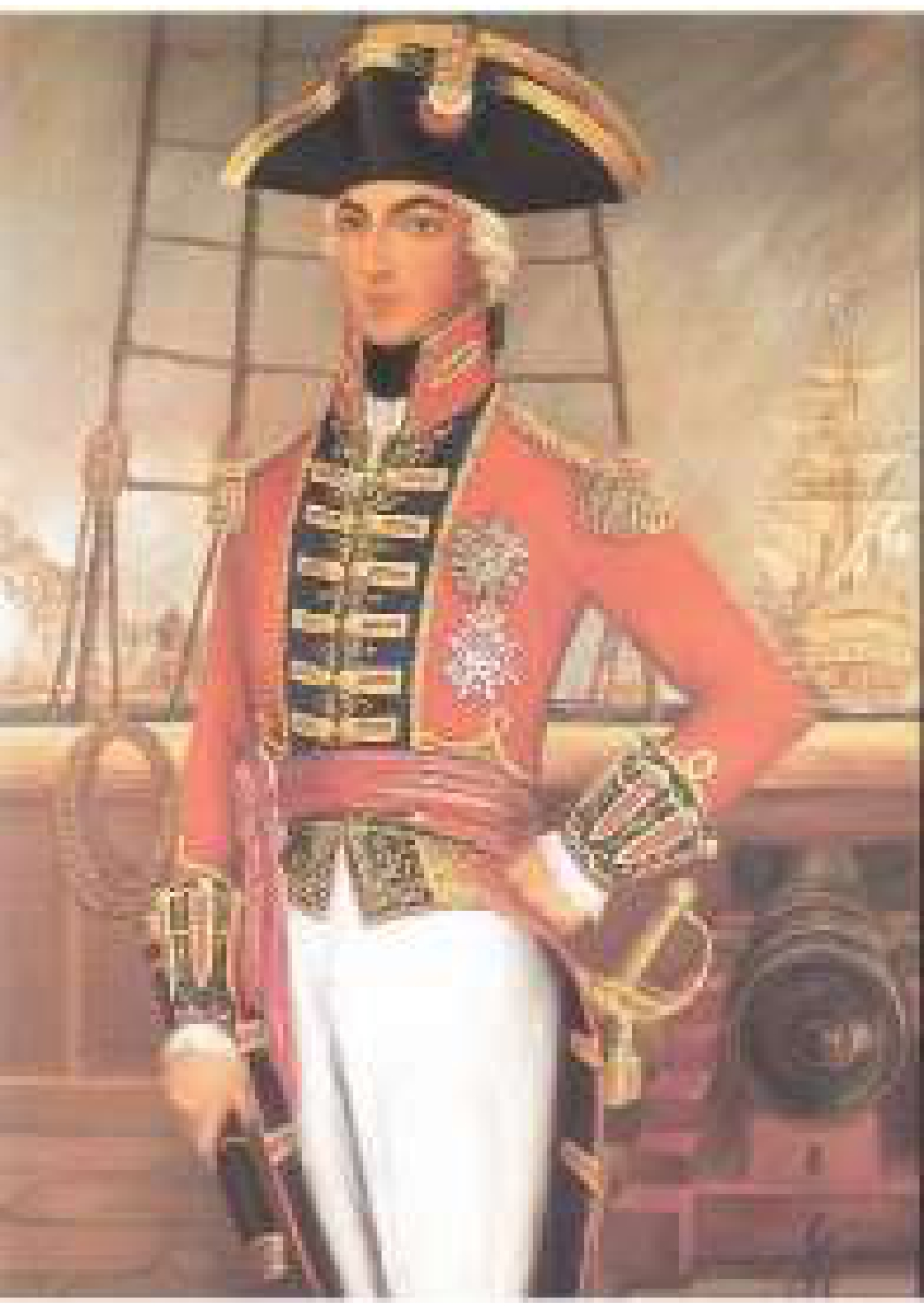
Retrato do Almirante Marquês de Nisa. Obra de Alberto Cutileiro.

Pouco depois do regresso desta missão recebe o seu terceiro comando, a nau Vasco da Gama (74 peças), lançada ao mar em Dezembro de 1792. Logo em maio do ano seguinte (1793), integra, ao comando da Vasco da Gama, a esquadra de auxílio à Inglaterra enviada nesse ano para o Canal da Mancha a pedido do governo inglês e constituída por seis naus, duas fragatas e dois bergantins. A Inglaterra encontrava-se então em guerra com a França revolucionária, encabeçando uma coligação de várias monarquias europeias que pela via militar procuravam conter ou mesmo reverter as consequências da Revolução Francesa. Muito embora o governo português tenha procurado manter-se neutro, evitando a participação directa no conflito, persistiu sempre, paralelamente, num posicionamento geo-estratégico predominantemente atlântico e anticontinental, movido pela necessidade de preservar o vasto império colonial português. Em termos práticos esta opção estratégica significou sempre o alinhamento com a Inglaterra, principal potência marítima da época. Sem grandes acções navais esta primeira esquadra auxiliar acabaria por se ver forçada a regressar a Lisboa antes da junção com a restante esquadra aliada, devido aos estragos provocados por uma sucessão de violentas tempestades. Apesar de uma segunda esquadra ter sido imediatamente despachada em sua substituição, D. Domingos já não tomaria parte nesta missão, por ter entretanto decidido juntar-se à expedição militar enviada por Portugal para o Rossilhão, onde em conjunto com um exército espanhol iria participar na invasão conjunta de França pelos exércitos da Primeira Coligação.
Em 25 de Junho de 1793 obtém a exoneração do comando da nau Vasco da Gama, recebendo em Outubro a autorização régia para se juntar à expedição do Rossilhão como voluntário. Apesar dos reveses, e das pesadas baixas sofridas pelo contingente português, é elogiado pelo comando misto luso-espanhol, mas a retirada dos exércitos para longe da linha da frente levam-no a solicitar a sua reintegração na Marinha. É assim que em 1794 recebe o comando da nau Rainha de Portugal (74 peças), parte da esquadra do Almirante Vale, que realizava operações conjuntas com a esquadra de Lord Howe, na escolta de navios na zona do Estreito.
Em 10 de Setembro de 1795, aos trinta anos, com a promoção a Chefe de Divisão ascende a oficial general, e comanda pela primeira vez uma esquadra, composta das naus Rainha de Portugal (cujo comando manteve até Dezembro de 1796) e Princesa da Beira, das fragatas Ulisses e Tritão, e do bergantim Gaivota do Mar, em cruzeiro na costa continental portuguesa.
Dois anos depois (10 de Junho de 1797) é promovido a Chefe de Esquadra, logo seguido 23 de Julho do seu segundo comando de uma força naval. Esta compõe-se de sete navios: as naus Príncipe Real (ex-Nossa Senhora da Conceição), Rainha de Portugal, Afonso de Albuquerque, Medusa e São Sebastião, a fragata Andorinha, e o bergantim Lebre. A zona de intervenção desta esquadra alarga-se mais para Sul, até ao Estreito de Gibraltar. A par da protecção da navegação mercante nacional dos piratas berberes, coopera com o almirante britânico John Jervis em acções contra a esquadra francesa.
A sua experiência na guerra terrestre na Catalunha não terá sido esquecida quando, no final desse ano, é nomeado Inspector da recém-criada Brigada Real de Marinha, uma unidade criada de raiz para servir como infantaria de marinha, e a longínqua antepassada dos Fuzileiros.
Com a evolução da guerra na Europa, a Inglaterra reforça a sua esquadra no Mar Mediterrâneo, que é engrossada com uma força naval portuguesa comandada pelo Marquês de Nisa, composta pelas naus Príncipe Real (navio-almirante, de 90 peças) e Rainha de Portugal, aos quais se irão juntar no mar as naus Afonso de Albuquerque (de 64 peças) e São Sebastião (de 64 peças), a fragata Benjamim (26 peças) e o bergantim Falcão (24 peças), que zarpa de Lisboa a 5 de Maio de 1798, com destino a Lagos, e posteriormente aos Açores para proteger um comboio oriundo da América.
Portugal é nesta época um potencia naval média, e apesar de estar tecnicamente em paz tanto com a França como com a Espanha após a campanha do Rossilhão, a Inglaterra pressiona o seu aliado para disponibilizar meios navais para as acções militares que desenvolve. Naturalmente, o envio destes navios levou ao desguarnecer das frotas nacionais, e da Esquadra do Atlântico em particular, com a consequente diminuição da segurança da navegação entre as colónias e a Metrópole.
A 30 de Junho regressa a Lagos, onde a fronta é aumentada pelo brulote inglês Incendiary, e dois oficiais para o serviço de sinais entre as duas forças. Nesse mesmo dia encontra-se no mar com Jervis, onde recebe instruções para cruzar o Estreito e juntar-se à força de Nelson, que seria também o comandante da força conjunta, por ter maior número de navios.

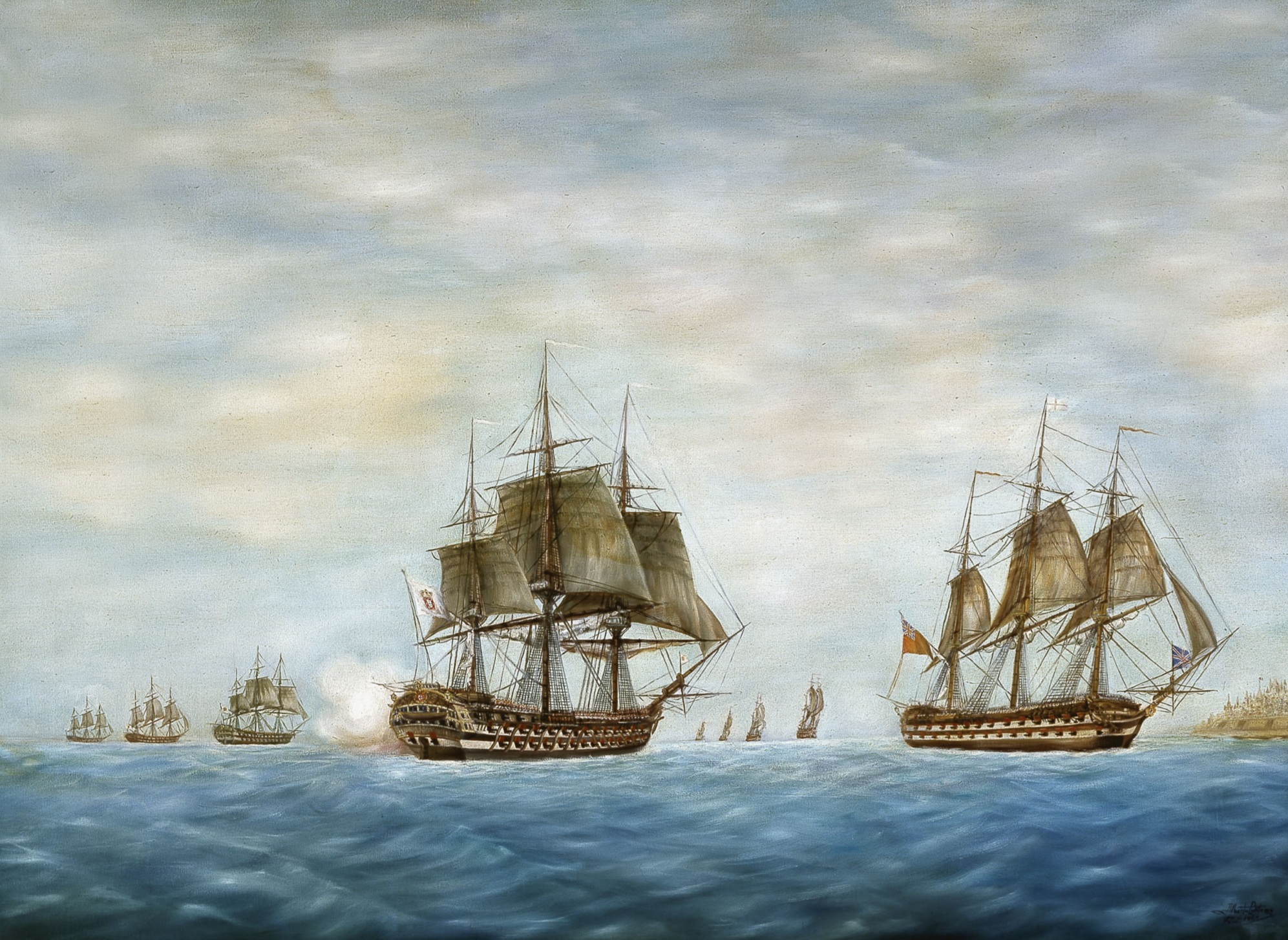
A nau Rainha de Portugal, da esquadra do Marquês de Nisa, e a esquadra do Almirante Ball encontram-se durante o bloqueio a Malta, em outubro de 1798.

Acabará por não encontrar Nelson mas apenas, a 24 de Agosto uma pequena força naval britânica que bloqueia o porto de Alexandria, no seguimento da Batalha do Nilo, também conhecida pela batalha de Aboukir. Nesta fase da jornada a frota perde o bergantim Falcão que, devido a má manobra, abalroa o Príncipe Real e naufraga em poucos minutos. A tripulação salva-se, com excepção de seis homens.
As primeiras instruções chegam a 15 de Setembro: efectuar bloqueio naval à ilha de Malta, na qual se havia dado uma revolta contra a ocupação francesa. Num mês nove navios são apresados e é prestado apoio militar e logístico aos revoltosos, que contudo não conseguem a rendição do ocupante. A esquadra portuguesa é rendida um mês depois por uma comandada pelo capitão-de-mar-e-guerra Ball, que tal como já havia sido demonstrado por Hood antes, ignora as cortesias devidas a um oficial superior e a uma esquadra de outra nacionalidade. Esta situação iria repetir-se, e nunca foi alvo de nenhuma medida disciplinar, como seria apropriado, pelo que podemos inferir que tinha a cobertura superior.
Mas foi finalmente ao largo de Malta, antes da rendição, que a força portuguesa se encontrou com os navios de Nelson. Ao contrário dos ingleses o Marquês de Nisa mandou efectuar as devidas salvas, e retirou-se para fabricos.
A 15 de Novembro recebe instruções para fazer um desembarque em Liorne em apoio do rei de Nápoles, que marcha para Roma.
Entretanto o "S. Sebastião", o "Benjamim" e o "Balão", navegam entre Génova e Toulon, em acções de bloqueio desses portos.
As relações entre os dois aliados atingem outro ponto baixo quando, a 13 de Abril Nelson publica uma ordem se serviço, na qual considera os oficiais Chefes de Divisão portugueses são considerados hierarquicamente inferiores aos seus Capitães-de-Mar-e-Guerra ingleses, numa quebra total das equivalências entre hierarquias, e que demonstra bem o desrespeito dos oficiais ingleses nesta campanha. É de notar, contudo, que a esquadra portuguesa possuía um número desproporcional de Chefes de Divisão, tanto segundo padrões ingleses como portugueses. Estes oficiais tipicamente comandavam grupos de navios, existindo no máximo oito em toda a armada, dois por cada Chefe de Esquarda. Nesta em particular, haviam quatro, um por cada nau, que em circunstâncias normais, deveria ser comandada de um Capitão-de-Mar-e-Guerra.
Em terra, as forças do Rei de Nápoles, após o sucesso inicial, sofrem vários reveses, obrigando mesmo o rei a fugir. O Marquês de Nisa tinha instruções para não deixar cair a forta de Nápoles nas mãos dos Franceses, seja através da sua saída para o mar, a ou a sua destruição no porto. Uma vez que o tempo escasseava, e face à urgência da situação imposto pelo avanço das tropas francesas e os refugiados a bordo, incluindo de cardeais vindos de Roma, e sob o risco de incorrer no desagrado do Rei de Nápoles, foi dada a ordem de incendiar a frota. Também aqui irá  Nelson imputar toda a responsabilidade da decisão aos portugueses, sem se atrever ou puder, porém, a acusá-los abertamente de nada.
Em Abril de 1799 o almirante sugere uma missão semi diplomática junto dos piratas berberes para os trazer para o lado dos Aliados, e apresando as embarcações francesas.
É, primeiro, enviada a nau Afonso de Albuquerque, sob o comando do chefe de divisão Donald Campbell, que através de uma demonstração de força, obtém do bei de Trípoli o desejado. Pouco depois, a bordo do brulote inglês Stromboli, o Cmdt. Pinto Guedes, chefe do estado-maior da força portuguesa, é junto do bei de Tunes, para que as embarcações do bei suspendessem os ataques aos navios britânicos.
Quando, em Maio, informações apontam para a vinda de uma esquadra francesa para o Mediterrâneo, e que junta com uma outra espanhola, irão atacar Minorca, sede do comando britânico do Mediterrâneo, e depois a Sicília, Nelson reúne todos os navios, organizados em duas divisões; uma comandada por si, e a outra pelo Marquês de Nisa. Este é também o período de melhores relações entre as duas marinhas. Contúdo o temido ataque não se materializa, e em finais de Junho a esquadra anglo-lusa chega a Nápoles, para apoiar as forças napolitanas do Cardeal Ruffo a tomar conta da cidade. Nessa acção, que incluiu a tomada de Cápua e de Gaeta, toma parte um contingente da Brigada Real de Marinha de dimensão idêntica ao contingente inglês.
A 25 de Agosto, desta vez com o Marquês de Nisa no comando, uma força combinada inicia novo bloqueio de Malta. Esta seria contudo a última acção da força portuguesa, já que a 9 de Outubro o bergantim Gaivota do Mar traz de Lisboa ordens do Ministro da Marinha para o regresso. A frota aguarda até 13 de Dezembro ser rendida para iniciar o regresso. Antes de zarpar, o Marquês de Nisa recebe uma carta de agradecimento do Congresso de Malta e uma menção de apreço da Rainha de Nápoles. Parte com rumo a Trieste, onde se encontra com um comboio de reabastecimento com mantimentos e dinheiro para a esquadra em Janeiro de 1800. A 12 de Fevereiro iniciam a viagem de regresso a Portugal, que tem lugar no final do mês de Abril.
Já em Portugal o Marquês de Nisa recebe o reconhecimento oficial da Coroa Britânica, e o Príncipe Real agracia-o em carta régia de 6 de Junho.

## O Diplomata
Nomeado embaixador na corte do Czar Alexandre I da Rússia, no final de 1800, o Marquês de Nisa chega à Rússia imediatamente antes da coroação, à qual assiste.
De regresso a Portugal, foi surpreendido em Konigsberg por um ataque de varíola, ao qual não resistiu. A 30 de Junho de 1802 falecia o Marquês de Nisa, Almirante da Esquadra portuguesa e gentil-homem da câmara de D. Maria I.

## Lista dos navios
Os navios portugueses que, sob o comando  do almirante Nisa, tomaram parte no bloqueio de Malta, no bloqueio do porto de Nápoles (1799), em Trípoli e noutras acções, eram os seguintes:
- Nau "Príncipe Real" (90 peças e 948 homens)
- Nau "Rainha de Portugal" (74 peças e 605 homens)
- Nau "Afonso de Albuquerque" (72 peças e 576 homens)
- Nau "São Sebastião" (64 peças e 574 homens)
- Fragata "Benjamim" (22 peças e 111 homens)
- Bergatim "Falcão" (22 peças e 120 homens).

## Na ficção
- O Almirante Português (romance), Jorge Manuel Moreira Silva, Marcador Editora, Julho de 2015
- O Marquez de Niza : dois annos de aventuras documentadas : romance histórico, marítimo, Eduardo de Noronha, Porto, Empresa Litteraria e Typographica, 1907